# 가디르 스타디움
가디르 스타디움(페르시아어: ورزشگاه غدیر اهواز, 영어: Ghadir Stadium)은 이란 아바즈에 위치한 축구 전용 경기장이다. 에스테글랄 후제스탄의 홈구장으로 사용되고 있다.
수용 인원은 38,900명.

## 같이 보기
- 풀라드 FC